# My Cosmos Is Mine
«My Cosmos Is Mine» és el cinquanta-setè senzill del grup anglès de música electrònica Depeche Mode, el segon extret de l'àlbum Memento Mori. La cançó es va estrenar el 9 de març de 2023 però es va publicar com a senzill la versió remesclada per Anna el 16 de juny de 2023.

## Producció
Va ser la darrera cançó composta de l'àlbum i va ser en reacció de Martin Gore a la invasió russa d'Ucraïna. La cançó tracta sobre la impotència de protegir el teu interior dels atacs del món juntament amb els teus éssers estimats. També cal acceptar la responsabilitat del benestar del nostre planeta per evitar que la humanitat desaparegui. La versió original és la cançó més llarga de l'àlbum superant els cinc minuts, i recorda l'estil industrial clàssic amb la veu de Dave Gahan seguint la línia de baix.

## Llista de cançons
| 1.            | «My Cosmos Is Mine» (ANNA Remix) | 8:01 |
| Durada total: | Durada total:                    | 8:01 |

| 1.            | «My Cosmos Is Mine» (ANNA Remix)     | 8:01  |
| 2.            | «Speak to Me» (HI-LO Extended Remix) | 5:55  |
| Durada total: | Durada total:                        | 13:56 |